# Сенарега, Маттео
Маттео Сенарега (итал. Matteo Senarega; Генуя, 1534 — Генуя, 1606) — дож Генуэзской республики.

## Биография
Видный деятель генуэзской политической сцены, он учился в Лёвене (Бельгия) и в Венеции. Он занял пост канцлера и статс-секретаря в 1571 году. Был представителем так называемой "новой" знати.
В 1591 году Сенарега был избран сенатором Республики, а 5 декабря 1595 года - дожем, 80-м в истории республики. Эту должность он занимал до 4 декабря 1597 года. После окончания мандата он получил пост пожизненного прокурора и пенсию, как и бывшие дожи.
В 1594 году он позировал скульптору Таддео Карлоне для статуи в часовне Святого Себастьяна собора Святого Лаврентия.
Сенарега был также видным интеллектуалом своего времени и автором исторических текстов и переводов, в частности сочинений     L'epistole di Cicerone ad Attico fatte volgari da M. Matteo Senarega и Historie.